# La donna di quadri
La donna di quadri è una miniserie televisiva italiana articolata in cinque puntate, centrata sulla figura del tenente Sheridan, andata in onda sul Secondo Programma RAI in prima serata del venerdì dal 19 aprile al 17 maggio 1968.
Diretta da Leonardo Cortese su sceneggiatura di Alberto Ciambricco e Mario Casacci, la fiction fa parte delle quattro miniserie il cui titolo richiama le figure femminili di un mazzo di carte da gioco, conosciute anche come Romanzi delle donne. Delegato alla produzione era Andrea Camilleri.
Il cast è composto da attori italiani di estrazione cinematografica e teatrale. Ubaldo Lay interpreta il personaggio protagonista del tenente Sheridan; le due protagoniste femminili sono Olga Villi e Silvia Monelli.

## Trama
Sheridan è qui alle prese con un furto di gioielli e con un correlato caso di omicidio accaduto nel Golden Gate Park di San Francisco. Per risolvere il caso, il tenente dovrà partecipare ad una crociera su un panfilo che lo porterà fino a Capri dove l'inchiesta si concluderà. La donna di quadri non è altro che un quadro che contribuirà a far ritrovare i diamanti.

## Sigle
La sigla iniziale della serie era Uomo solo cantata da Nini Rosso, quella finale Quando la notte cantata da Angela Bi.